# Gabe Amo
Pour les articles homonymes, voir AMO.
Gabriel Felix Kofi Amo dit Gabe Amo, né le 11 décembre 1987 à Pawtucket (Rhode Island), est un homme politique américain. Membre du Parti démocrate, il travaille notamment dans les administrations Obama et Biden avant d'être élu à la Chambre des représentants des États-Unis en 2023.

## Biographie

### Jeunesse et études
Gabe Amo grandit à Pawtucket,. Ses parents ont immigré aux États-Unis dans les années 1980. Son père Gabriel est originaire du Ghana et propriétaire d'un magasin d'alcool à Providence, où Gabe Amo travaille durant son adolescence. Sa mère, Weady Socree, est née au Liberia et exerce le métier d'infirmière.
Il est élève à la Moses Brown School (en) de Providence, une école quaker. Il étudie la science politique Wheaton College puis les politiques sociales à Oxford, grâce à la bourse Marshall.

### Débuts politiques et dans l'administration
Membre du Parti démocrate, il participe activement à la campagne sénatoriale de Sheldon Whitehouse en 2006 puis à la campagne de réélection de Barack Obama en 2012. Après l'élection, il rejoint le White House Office of Intergovernmental Affairs (en) dans l'administration Obama. Il travaille ensuite pendant quatre ans pour la gouverneure de Rhode Island Gina Raimondo.
Dans l'administration Biden, Gabe Amo retrouve le White House Office of Intergovernmental Affairs, en tant que directeur adjoint. Il est notamment chargé de promouvoir le plan d'investissement dans les infrastructures auprès des collectivités locales et sert de correspondant entre l'administration et les maires du pays.

### Représentant des États-Unis
En 2023, le démocrate David Cicilline démissionne de son poste de représentant du 1er district du Rhode Island. Gabe Amo se porte alors candidat à sa succession, dans une circonscription favorable aux démocrates qui couvre la moitié est de l'État. Durant la primaire démocrate, il met en avant ses origines modestes et son travail à la Maison-Blanche. Il se présente comme une alternative modérée à son principal concurrent, l'ancien représentant d'État Aaron Regunberg, soutenu par Bernie Sanders et qui fait figure de favori, après un scandale de signatures touchant la lieutenant-gouverneure Sabina Matos. Il remporte la primaire avec environ un tiers des suffrages, devant Aaron Regunberg (25 %). Le 7 novembre 2023, il est aisément élu à la Chambre des représentants des États-Unis (avec environ 62 % des voix). Il prête serment le 13 novembre 2023 et devient la première personnalité afro-américaine à représenter le Rhode Island au Congrès,.
Candidat à sa réélection en 2024, il n'a pas d'adversaire lors de la primaire démocrate de septembre et remporte un premier mandat complet avec 63,1 % des suffrages contre le républicain Allen Waters.